# Циркон
Цирко́н (нем. Zirkon ← перс. زرگون‎ [заргун] «золотистый») — минерал подкласса островных силикатов, ортосиликат циркония ZrSiO4. Содержит, как правило, 1−4 % гафния, изоморфно замещающего цирконий в кристаллической решётке. Также может содержать другие редкоземельные элементы в незначительных количествах.

Циркон с натролитом, обр. 6 см, Ловозеро

## Свойства

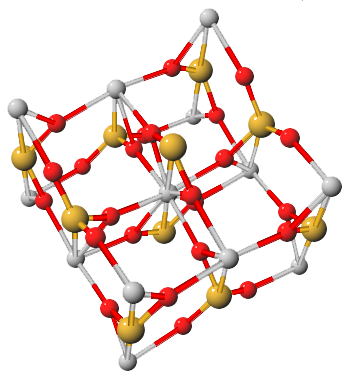
Модель кристалла циркона

Кристаллизуется в тетрагональной сингонии, образуя дипирамидальные и призматические кристаллы. Твердость по шкале Мооса 7—8; плотность 4,680—4,710 г/см³.
Цвет варьируется в зависимости от содержания примесей: от коричневато-жёлтого до коричневого, сероватый, красный, розовый; иногда бесцветен. Блеск сильный алмазный, в условиях метамиктизации жирный. Спайность несовершенная по {110}.
Обычно радиоактивен, всегда содержит примеси редких (REE) и радиоактивных (U, Th) элементов, однако редко в значительных количествах. Образцы циркона, обладающие заметной примесью урана и его дочерних продуктов радиоактивного распада, непрозрачны из-за деградации кристаллической решётки.

## Разновидности
- Гиацинт — красный, оранжевый, красно-бурый, красновато-коричневый, розовый. По некоторым данным красно-розовый оттенок придаёт хромофор Nb+4 (ниобий).
- Жаргон[англ.] — жёлтый, золотисто-жёлтый цвет[3]. Цвет образуется из-за дефектов кристаллической решётки.
- Зелёный циркон. Только с этим цветом встречаются цирконы с эффектом астеризма (звёздчатости). Цвет придаёт радиоактивность, свойственная Th (торию).
- Мата́рский алмаз (циркон мата́ра, назван в честь г. Матара на о. Шри-Ланка, где и был найден) — бесцветный, прозрачный.
- Старлит — голубой, синий. Название торговое. Иногда цвет придаёт U+4(уран). Только натуральные цирконы бледного голубого цвета встречались в прошлом на Шри-Ланке. А в остальных случаях цвет возникает после температурной обработки бурого циркона до 1000 °C. При этом цвет похож на топаз с торговым названием 'electric blue'. Самый дорогой цвет, если камень качественный и окраска после обжига очень яркая.

## Происхождение
Магматический, встречается в гранитах, сиенитах и др. породах, обычен в пегматитах.
Почти во всех типах магматических горных пород присутствует в роли акцессорного минерала. В кристаллах с высоким содержанием радиоактивных элементов частицы, образующиеся в результате их распада, разрушают структуру циркона, в результате чего он становится метамиктным. Химически очень устойчив, поэтому часто используется для изучения геологического прошлого нашей планеты. При выветривании вмещающих его пород концентрируется в россыпях.
В начале 2000-х годов в западной Австралии (местность Джек Хиллз) найдены кристаллы циркона, возраст которых определён как превышающий 4 миллиарда лет. Это древнейший из материалов, обнаруженных на Земле.
В России крупные месторождения циркона приурочены к щелочным породам (нефелиновые сиениты, миаскиты и пр.). Самые крупные запасы этого минерала находятся в Хибинском щелочном массиве нефелиновых сиенитов на Кольском полуострове, а также на Южном Урале, где циркон встречается в миаскитах (Вишневые горы).

## Применение
- Циркон является основным минералом-источником циркония и гафния. Также из него извлекают различные редкие элементы и уран, которые в нём концентрируются.
- Цирконовый концентрат используется при производстве огнеупоров.
- Высокое содержание урана и высокая химическая и механическая устойчивость делают циркон удобным минералом для определения возраста пород методом уран-свинцового датирования.
- Прозрачные кристаллы циркона используются в ювелирных украшениях (гиацинт, жаргон). При прокаливании циркона получают ярко-голубые камни, носящие название старлит.

## Неверное употребление термина
Довольно часто при продаже ювелирных украшений, особенно в случае импортируемых, словом «циркон» ошибочно называют синтетический материал с сильным блеском — кубический диоксид циркония (фианит).